# نورپیپانون
نورپیپانون (انگلیسی: Norpipanone) نوعی مسکن اوپیوئیدی مشابه متادون است که امروزه دیگر عموماً تجویز نمی‌شود.